# Крыктытау
Крыктытау (баш. Ҡырҡты-тау) — горный хребет Южного Урала, расположенный на восточной части Башкортостана Российской Федерации.

## Описание
Длина хребта составляет около 60 километров, простирается вдоль долины реки Большой Кизил в северном и северо-восточном направлении в пределах Абзелиловского и Белорецкого районов Республики Башкортостан. На одном конце хребта расположена д. Тирмен Абзелиловского района, а на другом - курорт с. Абзаково Белорецкого района.
Состоит из системы продольных гряд с останцовыми каменистыми сопками. Наибольшей высотой обладают горы Караташ (1118 м), Шершилтау (1108 м), Кусимова (1080 м), Кушай (1048 м).
Хребет сложен из вулканогенных пород — порфиритов, туфов, туфобрекчиев.
Склоны хребта северных и западных экспозиций покрыты берёзовыми лесами, а на вершинах — лиственными лесами с примесью березы и сосны на светло-серых лесных и маломощных недоразвитых почвах. Поперечные долины заняты березовыми, часто заболоченными лесами. Расчлененные покатые склоны покрыты остепненными лугами с участками лиственных лесов. Склоны хребта южной и восточной экспозиций покрыты ковыльно-разнотравной степью, а вершины южной части Крыктытау — приурочены полынно-типчаковые степи с бедным разреженным травостоем.

## Дополнительная информация
На склонах хребта расположены несколько памятников природы Башкортостана:
- участок хребта с вершинами Бабай, Кушай, Хандык[1]
- урочище Ултык-Карагас[3]
- гора Караташ[4]
- урочище Хуускан.[5]

## Топонимика
Слово «Крыкты» означает по одной версии, башкирское «кыркты» — «перерубить», то есть, «перерубленная гора», другое толкование — от башкирского «кырк» — «сорок» в значении «много», «множество» и суффикса «-ты» («-тау») — «гора».
Также у местных жителей есть своя версия. Хребет разделен (рассечен, прорублен) двумя реками - Большой Кизил и Малый Кизил. 